# Гаралов, Закир Бекир оглы
Гаралов, Закир Бекир оглы (азерб. Zakir Bəkir oğlu Qaralov: род. 13 января 1956, Ормашени, Дманисский район) — политический деятель, бывший генеральный прокурор Азербайджанской Республики (2000-2020), действительный Консультант Государственной Юстиции, член Международной Ассоциации Прокуроров.

## Биография
Закир Гаралов родился 13 января 1956 года в грузинском районе Дманиси. После средней школы поступил в Бакинский Государственный Университет на юридический факультет, которую окончил  в 1979 году. 

### Карьера
После окончания университета служил в органах Прокуратуры Азербайджанской Республики на различных должностях. До 1981 года работал помощником Прокурора Сабаильского района города Баку, а в 1981-2000 годах был прокурором, а затем и старшим прокурором Отдела Общего Контроля Главной Прокуратуры Азербайджанской Республики, Прокурором Насиминского района города Баку, Прокурором Управления Общего Контроля Отдела Следственного Надзора в органах  Национальной Безопасности Главной Прокуратуры, с 1998 года до 2000 года был Прокурором города Гянджа.
25 апреля 2000 года по распоряжению Президента Азербайджанской Республики был назначен Главным Прокурором Азербайджанской Республики.
26 декабря 1995 года по распоряжению Президента Азербайджанской Республики был награждён медалью «За отвагу», а 29 сентября 2006 года орденом «Азербайджанское знамя».
В 2016 году в честь своего 60-летия был награждён орденом «Шохрат».
Распоряжением Президента Азербайджанской Республики № 514 от 28 сентября 2018 года Али Нагиев был награждён орденом «За службу Отечеству» 1-й степени.
25 апреля 2020 года истёк срок четвёртого пятилетнего срока на должности генерального прокурора. Его место занял начальник Главного управления по борьбе с коррупцией при генеральном прокуроре Кямран Алиев.

## См.также
- Генеральная прокуратура Азербайджана
- Алиев, Кямран Байрам оглы